# Debraiata
La doppia debraiata o doppio disinnesto, ma più comunemente nota come doppietta, è una tecnica di guida, utilizzata principalmente con le automobili con il cambio non sincronizzato, che serve a scalare da una marcia superiore a una inferiore (doppietta discendente) o, utilizzato meno frequentemente, a passare/salire da una marcia inferiore a una superiore (doppietta ascendente).
Con cambio non sincronizzato l'uso di questa tecnica è necessario per ottenere innesti puliti senza grattamenti tra gli ingranaggi del cambio.

## Origine
Il termine deriva dal francese débrayer (disinnestare, staccare, smontare): indica infatti il doppio disinnesto del cambio tramite il disco della frizione durante un cambio di marcia ascendente o (più comunemente) discendente.

## Modalità di esecuzione
Si consideri che la frizione è posta tra il motore e il cambio (e non tra il cambio e le ruote).
L'esecuzione di una doppietta discendente prevede di premere una prima volta la frizione e passare in folle, rilasciare la frizione e accelerare leggermente al fine di aumentare il numero dei giri del motore (aumentando quindi anche il numero di giri dell'albero primario del cambio, degli ingranaggi a esso connessi e degli ingranaggi corrispondenti sull'albero secondario), premere una seconda volta la frizione e innestare la marcia inferiore, infine rilasciare la frizione; la marcia entrerà con meno fatica in quanto gli ingranaggi sull'albero secondario staranno già ruotando a una velocità relativamente elevata. Una variante a volte utilizzata prevede di dare una seconda accelerata durante la seconda debraiata.
Riepilogando il guidatore deve compiere le seguenti azioni nell'ordine indicato:
1. premere la frizione e rilasciare l'acceleratore
2. togliere la marcia lasciando il cambio in folle
3. rilasciare la frizione, sempre lasciando il cambio in folle
4. accelerare, per portare gli ingranaggi del cambio a una velocità superiore (gli ingranaggi con un rapporto più basso dovranno girare più velocemente a parità di velocità del veicolo)
5. premere la frizione, inserire la marcia più bassa [eventualmente dando una seconda accelerata]
6. rilasciare la frizione.

Invece, per eseguire una doppietta ascendente è necessario passare in folle, rilasciare la frizione per un attimo senza accelerare in modo da diminuire il numero dei giri del motore (diminuendo quindi anche il numero di giri dell'albero primario del cambio, degli ingranaggi a esso connessi e degli ingranaggi corrispondenti sull'albero secondario), per poi premere di nuovo la frizione e innestare la marcia superiore; la marcia entrerà con meno fatica in quanto gli ingranaggi sull'albero secondario non staranno ruotando troppo velocemente rispetto a quelli del selettore della marcia.
Il guidatore, quindi, deve compiere le seguenti azioni nell'ordine indicato:
1. premere la frizione e rilasciare l'acceleratore
2. togliere la marcia lasciando il cambio in folle
3. rilasciare la frizione, sempre lasciando il cambio in folle e senza accelerare per portare gli ingranaggi del cambio a una velocità inferiore (gli ingranaggi con un rapporto più alto dovranno girare più lentamente a parità di velocità del veicolo)
4. premere la frizione e inserire la marcia più alta
5. rilasciare la frizione.

In poche parole, le due doppiette si differenziano semplicemente per il fatto di richiedere (discendente) o no (ascendente) l'accelerata durante l'innesto intermedio della frizione.
In mancanza dei sincronizzatori (il cui scopo è proprio quello di uniformare le velocità dei due ingranaggi che si innestano durante il cambio marcia, tramite l'uso di un innesto biconico ad attrito) l'uso della doppietta evita fastidiosi grattamenti e, nei casi peggiori, rende possibile il cambio marcia. Tuttavia mentre la doppietta discendente non ha alternative meccaniche, l'effetto della doppietta ascendente può essere ottenuto in altro modo, semplicemente effettuando il cambio di marcia nel modo base ma mantenendo il cambio in folle per un tempo sufficiente a far rallentare l'albero primario connesso alla frizione in modo che abbia la stessa velocità dell'altro ingranaggio.

## Variante punta-tacco
La normale doppietta si esegue per affrontare le salite o apprestarsi a un sorpasso per avere più brio, mentre se si deve scalare rapporto durante una frenata, si dovrà attuare la tecnica del punta-tacco, con la punta del piede destro si può frenare mentre con il tacco si dà il colpo di acceleratore. Questa tecnica era comunemente utilizzata nelle competizioni automobilistiche prima dell'avvento dei cambi semiautomatici e di quelli manuali sequenziali. Nella massima formula, ad esempio, questa tecnica è stata usata dai piloti con cambio tradizionale fino ai primi anni 1990.
L'utilità della tecnica è quella di permettere il cambio marcia in frenata ed evitare scomposizioni del corpo vettura (causate dal blocco di ponte) durante le cambiate in frenata, soprattutto quando si verificano in curva, permettendo così una guida più fluida e sicura, permettendo anche una migliore prestazione, in quanto evitando il blocco di ponte, si evita che il freno motore (causato dal differente numero di giri motore rispetto a quelli ideali in relazione alla marcia e velocità del mezzo) causi una perdita d'aderenza del posteriore.
Tale tecnica oltre che per l'utilizzo su cambi non sincronizzati, risulta utile anche sui cambi sincronizzati appunto per via dell'eventuale blocco di ponte causato da un errato regime del motore.